# Steak Escape
A Steak Escape é uma cadeia de restaurantes com sede em Columbus, Ohio, Estados Unidos. Os locais são normalmente encontrados em praças de alimentação de shopping centers e aeroportos, todos servindo uma variedade de itens do cardápio, incluindo cheesesteaks. A empresa é conhecida como a criadora do conceito de cheesesteak de shopping center. A cadeia é de propriedade da Escape Enterprises, sediada em Columbus, Ohio.

## História
A empresa foi fundada em Columbus, Ohio, em 1982. Em 1983, a empresa controladora Escape Enterprises Limited foi formada e a empresa começou a franquear.
Em 1997, a receita da empresa era de US$ 55,8 milhões.
Em setembro de 1998, a cadeia garantiu US$ 35 milhões em financiamento de franquia do financiamento Franchise Mortgage Acceptance Co. de East Brunswick, Nova Jérsia.
Em 2004, a Steak Escape começou a abrir co-localizações com a Taco John's.
Em 2014, uma loja Steak Escape foi aberta em Karachi, Paquistão.